# 片倉景範
片倉 景範（かたくら かげのり）は、江戸時代後期の伊達家重臣。通称は小十郎。白石片倉氏13代当主。

## 略歴
天保9年（1838年）、12代当主・片倉邦憲の子として白石城二ノ丸邸にて誕生。
前正室は中村日向守娘・梅子であったが、安政4年（1857年）3月18日に離縁。
後正室は芝多対馬守娘・従子。子は景光。
慶応2年（1866年）8月3日、戊辰戦争において戸沢口に出陣した。
明治3年（1870年）5月、父に従い胆振国幌別郡に移住する。
明治9年（1876年）10月28日、父の隠居により家督相続する。
明治11年（1878年）7月6日、札幌郡白石村、上白石村、手稲村の戸長となる。
明治15年（1882年）3月14日、札幌県札幌区の白石村、上白石村、豊平村、平岸村、月寒村の戸長となる。
明治35年（1902年）2月7日病没。享年64。